# Parocneria stoetzneri
Parocneria stoetzneri är en fjärilsart som beskrevs av Draeseke 1926. Parocneria stoetzneri ingår i släktet Parocneria och familjen tofsspinnare. Inga underarter finns listade i Catalogue of Life.